# ウェスト・ミッドランズ統監
ウェスト・ミッドランズ統監（ウェスト・ミッドランズとうかん、英語: Lord Lieutenant of West Midlands）は、イギリスの官職。統監の1つで、ウェスト・ミッドランズを担当する。1972年地方行政法でイングランドおよびウェールズの地方自治体再編が行われ、同法第218(1)条によりグレーター・ロンドンおよび各都市・非都市カウンティに統監が1人ずつ任命されることとなった。同法でウェスト・ミッドランズが設立されたため、1974年の同法施行とともにウェスト・ミッドランズ統監が任命された。

## 一覧
- 1974年4月1日 – 1993年：第11代エイルズフォード伯爵チャールズ・フィンチ＝ナイトリー（英語版）[3]
- 1993年12月16日 – 2006年：ロバート・リチャード・テイラー（英語版）[3][4]
- 2007年8月24日 – 2015年9月：ポール・サバパシー（英語版）[5][6]
- 2015年9月 – 2017年1月2日：空位
- 2017年1月3日 – 2024年8月5日：ジョン・ロークリフ・エアリー・クラブツリー（英語版）[7]
- 2024年8月6日 – ：デリック・バンクロフト・アンダーソン（Derrick Bancroft Anderson）[8][9]